# Болко III фон Мюнстерберг
Болко III фон Мюнстерберг (на немски: Bolko III von Münsterberg (Bolko II von Münsterberg; на полски: Bolko III Ziębicki; на цонга: Boleslav III Minstrberský; * между 1344 и 1348, Мюнстерберг; † 13 юни 1410) е полски принц от силезските Пясти, от 1358 до 1410 г. херцог на Мюнстерберг и от 1404 до 1406 г. ландфогт на Горна Лужица. Управлява заедно с по-малкия си брат Хайнрих I Зибицки († 1366), каноник в Бреслау/Вроцлав.

## Биография
Той е син на херцог Николаус фон Мюнстерберг († 23 април 1358, Унгария) и съпругата му Агнес фон Лойхтенбург († 1370), дъщеря на граф Херман. Внук е на Болко II фон Мюнстерберг († 1341), херцог на Швидница (1301 – 1320), първият херцог на Мюнстерберг (1321 – 1341), и съпругата му Юта († 1342), вдовица на херцог Матиас IV/Матуш Чак Тренчински († 1321). Правнук е на херцог Болко I от Швидница († 1301) и маркграфиня Беатриса фон Бранденбург († 1316).
Херцогство Мюнстерберг е създадено през 1321 г. чрез разделяне на Херцогство Швидница. Резиденцията му е в град Мюнстерберг (днес Жембице (Ziębice) във войводство Долна Силезия в Полша).
Когато баща му Николаус умира през 1358 г. Болко III е още непълнолетен, затова той първо е под опекунството на майка му. От ок. 1360 г. той поема управлението на херцогството. Както двамата му предшественици, той продължава разпродажбата на херцогството. След смъртта на чичо му Болко II от Херцогство Швидница през 1368 г. Болко III се стреми безуспешно да получи неговото наследство.
През 1369/1370 г. Болко III се жени за Еуфемиая († 1411), дъщеря на херцог Болеслав от Битом и Кенджежин. Чрез женитбата си той получава град Глайвиц, който е към зестрата на Еуфемия. Заради нужда от пари той продава още през 1373 г. Глайвиц на Конрад II фон Оелс. През 1385 г., след други продажби, остава в негова собственост само град Мюнстерберг.
Болко III е верен привърженик на бохемския крал Карл IV и често е в неговия двор. През 1394 г. той е арестуван заедно с кралския син и наследник на трона Вацлав IV. Вероятно затова Вацлав IV му дава службата на съдия в дворцовия съд (1396 – 1400). През 1403 г. Болко III се предлага, заедно със сина си Николаус († 1405) и херцога на Лигница Рупрехт (1347 – 1409), на ерцхерцог Албрехт IV като пленник вместо крал Вацлав, който е затворен от него. От 1404 до 1406 г. Болко е фогт на Горна Лужица.
Болко III умира на 13´юни 1410 г. и е погребан във фамилната гробница в манастир Хайнрихау (Хенриков) в Долна Силезия. До 1428 г. Херцогството Мюнстерберг е управлявано от силезските Пясти и попада на короната на Бохемия.

## Фамилия
Болко III фон Мюнстерберг се жени пр. 26 март 1370 г. за Еуфемия († 26 август 1411), вдовица на херцог Вацлав Немодлински († 1369), дъщеря на херцог Болеслав от Битом и Кенджежин († 1354/1355) и Маргарета фон Щернберг († 1365). Те имат децата:
- Николаус (* 1371/1385; † 9 ноември 1405)
- Ян/Йохан I (* ок. 1380; † 27 август 1428 в битка, Алтвилмсдорф/Старй Вилислав против Литва), херцог на Мюнстерберг (1410 – 1428), женен между 8 май 1406 – 19 март 1408 г. за Елизабет († 27 декември 1424), дъщеря на Емерих Бебек
- Хайнрих II († 11 март 1420), херцог на Мюнстерберг (1410 – 1420), заедно с по-големия му брат Ян
- Еуфемия (* 1370/1385 в Опелн, Силезия, Прусия, † 17 ноември 1447), омъжена 1397 г. за граф Фридрих III фон Йотинген († 23 януари 1423)
- Катарина (* ок. 1390; † 23 април 1422), наследничка, омъжена ок. 1410 г. за херцог Пршемисъл I Опавски-Тропау (* 1365; † 28 септември 1433)
- Агнес († ок. 25 април 1443)
- Хедвиг (* ок. 1370; † като дете)
- Елизабет († като дете)